# Jean-Pierre Houël

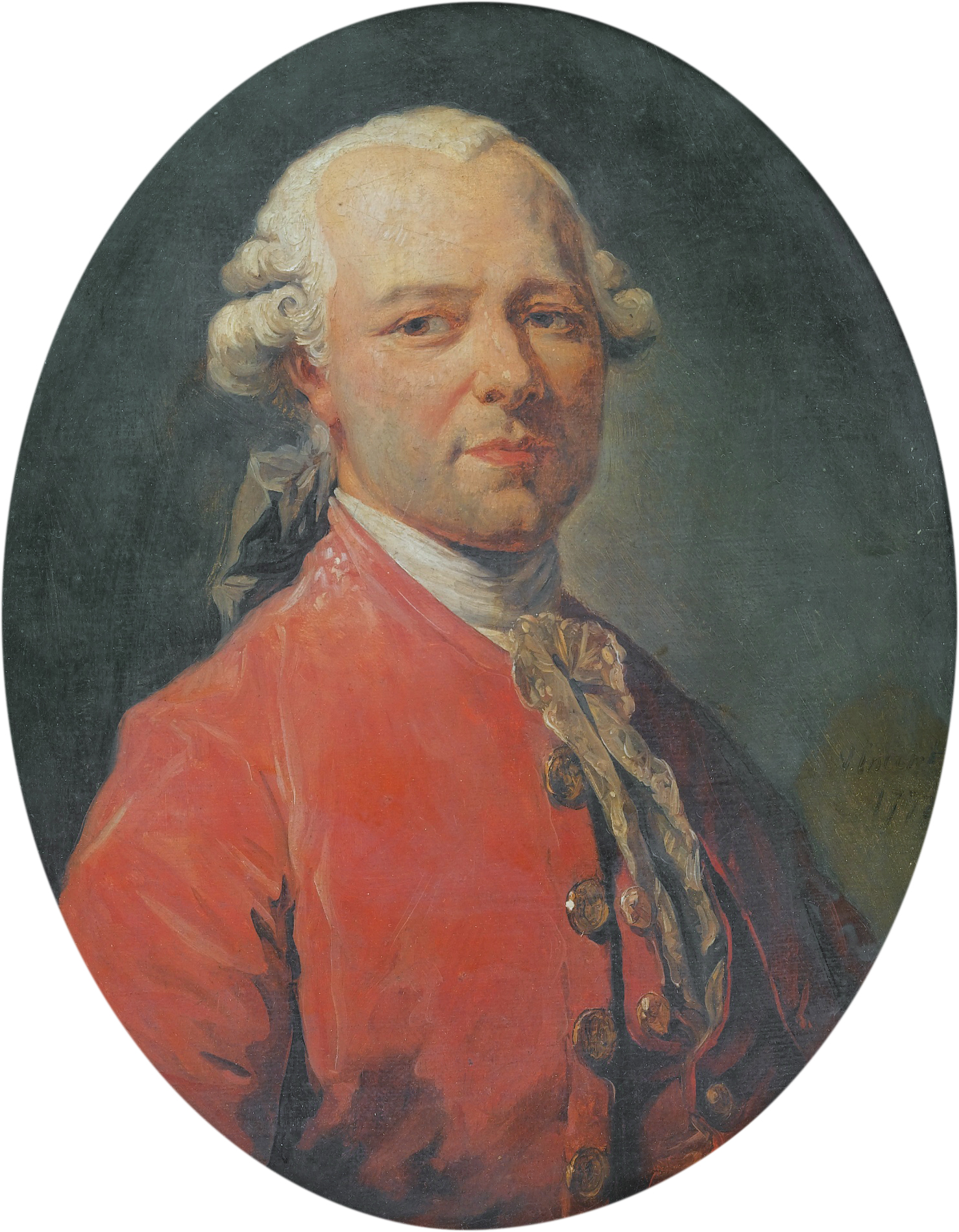
Porträt von Jean-Pierre Houël, gemalt von François-André Vincent.

Einnahme der Bastille, gemalt von Jean-Pierre Houël.

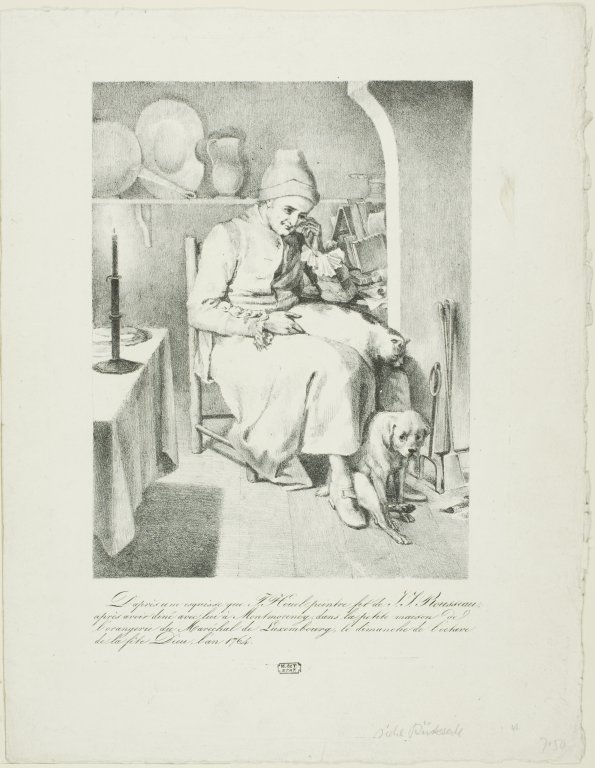
Jean-Jacques Rousseau in Montmorency (von April 1756 bis Juni 1762), gemalt von Jean-Pierre Houël im Jahre 1761.

Jean-Pierre-Louis-Laurent Houël (* 28. Juni 1735 in Rouen; † 14. November 1813 in Paris) war ein französischer Kunstmaler, Kupferstecher und Zeichner, der im Stil der holländischen und flämischen Malerei arbeitete. Er besuchte mit 15 Jahren die École supérieure d’art et design Le Havre-Rouen unter Jean-Baptiste Descamps. Unter Jacques-Philippe Le Bas erlernte er in Paris die Kupferstecherei.  Für Étienne-François de Choiseul fertigte er 1769 die Gemälde in den Supraporten im Schloss Chanteloup an. In seinen Gemälden dokumentierte Houël die Herrschaft Ludwigs XV., das Ende Ludwigs XVI., die Französische Revolution unter Jean-Jacques Rousseau sowie die Herrschaft des Kaisers Napoleon I. Er war Mitglied der Académie royale de peinture et de sculpture, der Académie des sciences, belles-lettres et arts de Rouen sowie der Pariser Freimaurerloge Neuf Sœurs.